# Gérald Laroche
Gérald Laroche (Parigi, 1964) è un attore francese.

## Filmografia parziale

### Cinema
- Maléfique, regia di Éric Valette (2002)
- Gangsters, regia di Olivier Marchal (2002)
- Il tulipano d'oro (Fanfan la Tulipe), regia di Gérard Krawczyk (2003)
- À ce soir, regia di Laure Duthilleul (2004)
- La boîte noire, regia di Richard Berry (2005)
- L'ultima missione (MR 73), regia di Olivier Marchal (2008)
- Dante 01, regia di Marc Caro (2008)
- Una notte (Une nuit), regia di Philippe Lefebvre (2012)
- Un po', tanto, ciecamente (Un peu, beaucoup, aveuglément), regia di Clovis Cornillac (2015)

### Televisione
- Scalp serie TV, regia di Xavier Durringer (2008)
- La Source serie TV, regia di Xavier Durringer (2013)